# Гидроцинкит
Гидроцинкит — вторичный минерал из класса карбонатов, открыт в 1853 году Кеннготтом в Блайберге (Каритания, Австрия). Обладает синей люминесценцией, возникающей при облучении ультрафиолетовым светом, вскипает в соляной кислоте.

## Кристаллография
| Точечная группа             | 2/m — моноклинно-призматический                                 |
| Пространственная группа     | B2/m (B1 1 2/m) [C2/m] {C1 2/m 1}                               |
| Сингония                    | Моноклинная                                                     |
| Параметры ячейки            | a = 13.58Å, b = 6.28Å, c = 5.41Å                                |
| Отношение                   | a: b: c = 2.162 : 1 : 0.861                                     |
| Число формульных единиц (Z) | 2                                                               |
| Объем элементарной ячейки   | V 459.25 Å³ (рассчитано по параметрам элементарной ячейки)      |
| Двойникование               | Наблюдается интимное двойникование, но морфология не сообщается |

## Оптические свойства
| Тип                             | двухосный (-)                    |
| Показатели преломления          | nα = 1.630 nβ = 1.642 nγ = 1.750 |
| Максимальное двулучепреломление | δ = 0.120                        |
| Оптический рельеф               | умеренный                        |
| Дисперсия оптических осей       | относительно сильная             |
| Люминесценция                   | синяя                            |

## Формы выделения
Для гидроцинкита наиболее характерны белые массивные агрегаты с тусклым блеском. Также минерал выделяется в виде порошковатых агрегатов и корок, покрывающих другие минералах. Встречаются почковидные и сталактитоподобные агрегаты. Крайне редко встречаются небольшие игольчатые кристаллы гидроцинкита.

## Образование
Гидроцинкит образуется в зоне окисления полиметаллических месторождений в виде вторичного продукта по минералам цинка (сфалерит, гемиморфит, смитсонит). Минерал может образовывать псевдоморфозы по другим минералам.

## Химический состав
| Химический элемент | %     | % в виде оксида |
| ------------------ | ----- | --------------- |
| Цинк               | 59,55 | 74,12           |
| Водород            | 1,10  | 9,84            |
| Углерод            | 4,38  | 16,03 (CO2)     |
| Кислород           | 34,97 | —               |

## Месторождения
Крупнейшие залежи гидроцинкита располагаются в Иране, Великобритании, Австрия, Мексика, США, а также в Испании, Италии, Австралии и Таджикистане. В Дальнегорске (Россия) добывают почковидные агрегаты гидроцинкита.